# Pajęczański
Pajęczański là một huyện thuộc tỉnh Łódzkie của Ba Lan. Huyện có diện tích 804 km². Đến ngày 1 tháng 1 năm 2011, dân số của huyện là 52531 người và mật độ 65 người/km².